# Eria tomentosa
Eria tomentosa là một loài thực vật có hoa trong họ Lan. Loài này được (J.König) Hook.f. mô tả khoa học đầu tiên năm 1890.